# Криловка (Новосибірська область)
Криловка (рос. Крыловка) — селище у Карасуцькому районі Новосибірської області Російської Федерації.
Входить до складу муніципального утворення Ірбізінська сільрада. Населення становить 251 особа (2010).

## Історія
Згідно із законом від 2 червня 2004 року органом місцевого самоврядування є Ірбізінська сільрада.

## Населення
| 2002 | 2007 | 2010 |
| ---- | ---- | ---- |
| 314  | ↘297 | ↘251 |